# Sultanaat Demak
Kasultanan Demak, het koninkrijk of sultanaat Demak, bestond van 1475 tot 1548 en was de eerste islamitische staat op Java. Het op de noordkust gelegen land is in het laatste kwart van de 15e eeuw ontstaan en was eerst een vazalstaat van de keizer van Majapahit. Het kleine rijk bestond maar kort maar het speelde een belangrijke rol in de verspreiding van de islam op Java. Het was de opvolger van het keizerrijk Majapahit en werd toen sultan Trenggana stierf op zijn beurt vervangen door het koninkrijk Pajang. Zoals de meeste Javaanse staten wordt het land naar de plaats waar de koninklijke kraton werd gebouwd, hier was dat Demak, genoemd.
Volgens de Portugese handelaar Tomé Pires had Demak meer inwoners dan welke andere Noord-Javaanse of Soendanese stad dan ook. Het was de belangrijkste haven voor de rijsthandel en had sterke handelsrelaties met Malakka aangeknoopt. Raden Patah's aanspraken op afstamming van de vereerde vorsten van Majapahit en strategisch aangeknoopte huwelijksbanden met andere vorstenhuizen droegen bij aan het aanzien van Demak.
Volgens een Javaanse bron was Raden Patah een zoon van Kertaboemi, de latere koning Brawijaya V van Majapahit (1468–1478). Wanneer dat waar is dan begon Demak als vazalstaat of apanage en overvleugelde het later Majapahit. De schriftelijke Javaanse bronnen en de inscripties uit de tijd voor de komst van de Nederlanders zijn zeer onvolledig, onduidelijk en schaars.
Raden Patah’s zoon Trenggana zou twee regeerperioden hebben gekend. De titel "sultan" werd de Javaanse vorst postuum gegeven. Hij regeerde als adipatti of "heer".
Al voor de opkomst van Demak woonde een kolonie van moslims aan de Javaanse Noordkust. Het ging om Arabische handelaren en Javaanse bekeerlingen. Toen Kediri de Hindoevorst op Majapahit had verslagen kreeg de islam kans om zich op Java te verbreiden.

## De koningen van Demak
- Raden Patah 1475-1518, hij was van 1475-1478 een vazal van Majapahit
- Pati Oenoes 1480-1518-1521
- Sultan Trenggana 1521-1546/1548
- Soenan Prawoto (1546 -1549 )

### Raden Patah

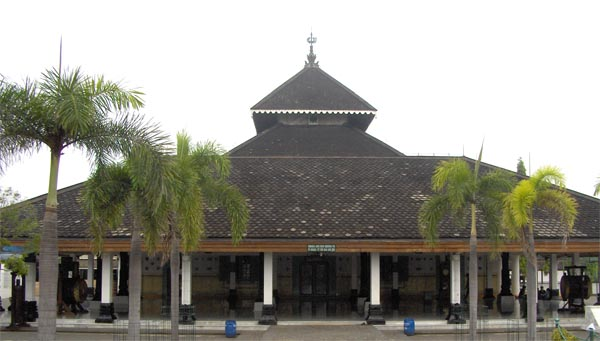
De grote moskee van Demak

De stichting van Demak wordt traditioneel toegeschreven aan Raden Patah (1475-1518), een Javaanse edelman uit het keizerlijk huis van Majapahit. Ten minste een verhaal verklaart dat hij een zoon was van Kertabhoemi, die regeerde als koning Brawijaya V van Majapahit (1468-1478). Demak werd na de zware nederlaag, die het leger van Majapahit in 1526 leed, geaccepteerd als legitieme opvolgerstaat van Majapahit. Raden Patah was immers een directe afstammeling van de legendarische Kertaboemi.
Een Chinese kroniek in de tempel van Semarang vermeld dat Raden Patah de stad Demak stichtte in een moerassig gebied ten noorden van Semarang. Na de val van Majapahit maakten de vazallen zich onafhankelijk.
De nieuwe staat verwierf zijn inkomsten door de handel: de import van specerijen en de uitvoer van rijst naar Malakka en de Molukse eilanden brachten veel schepen in de haven. De kooplieden van Demak slaagden erin om de hegemonie te verwerven op andere Javaanse handelshavens Semarang, Japara, Tuban en Gresik. Over de Serang rivier werd rijst uit de binnenlanden naar Demak vervoerd.
De naam "Patah" of "Fatah" (strijd) duidt op een geloofsovergang naar de islam. De naam wordt op veel manieren geschreven; we vinden "Pate Rodin" in Portugese archieven, en "Jin Bun" in Chinese stukken. Het is mogelijk dat hij Chinees bloed had en Cek Ko-po heeft geheten..
De machtige positie van Raden Patah werd geïllustreerd door de Portugees Tomé Pires. Hij schreef dat "... Afonso de Albuquerque vrede met de Heer van Demak moest sluiten, alle vorsten van Java werden gedwongen om vrede te sluiten met hem ... De Heer van Demak beheerste heel Java". Afgezien van de Javaanse stad-staten, verkreeg Raden Patah ook de heerschappij over de havens van Jambi en Palembang in Oost-Sumatra, van waaruit agar agar en goud werd verhandeld. Zoals de meeste landen waarvoor de handel en de controle van de kuststeden de grondslag was, kan Demak worden beschouwd als een thalassocratie.
Aan het begin van de 18e eeuw lagen de belangrijkste handelspartners van Europa aan de door Demak beheerste noordelijke kust van Java. Van west naar oost waren dat: Bantam (Banten), Xacatara (Jayakarta), Cherebum (Cirebon), Taggal (Tegal), Damo (Demak), Iapara (Japara), Tubam (Tuban), Sodaio (Sedayu, nu in de buurt Gresik), en Soerabaja.

## Pati Oenoes
Raden Patah werd opgevolgd door zijn zwager Pati Oenoes of Yoenoes (1518-1521). De moderne Engelse transcriptie is Pati Unus. De Nederlands-Javaanse transcriptie Oenoes geeft de "oe" klank van het Javaans beter weer.
Deze vroegere heerser van Japara, een vazalstaat in het noorden van Demak had eerder, in 1511 en 1521, twee pogingen gewaagd om de rijke haven van Malakka in te nemen en de controle van de Portugese handelaren te breken.
Tijdens deze invasies slaagde hij erin om schepen uit de Javaanse kustplaatsen naar het Maleis schiereiland te sturen. De Javaanse havens keerden zich tegen de Portugezen om het monopolie van specerijenhandel te doorbreken. De invasie vloot bestond uit ongeveer duizend schepen, maar deze aanval werd afgeslagen door de goed bewapende Portugezen. De vernietiging van deze Javaanse marine bleek een verwoestende uitwerking te hebben op de Javaanse havens, die zich weliswaar enigszins herstelden maar zich na dit verlies, niet goed konden verzetten tegen de volgende koloniale macht, de Nederlanders.
De mislukte campagne kostte het leven van de koning van Demak. Hij zou later herinnerd worden als Pangeran Sabrang Lor, de "Heer die de Java-Zee overstak".

## Trenggana
Sultan Trenggana (1522-1548), werd gekroond door Soenan Goenoengjati, een van de Wali Songo die de islam op Java verbreidden. Hij werd de derde en grootste heerser van Demak. Trenggana veroverde de hindoeïstische rijken van Midden-Java.
Na de ontdekking van de tegen Demak gerichte Portugese-Soendanese alliantie, beval de vorst in 1527 de invasie van Banten en Soenda Kelapa, havens van het koninkrijk Soenda. De stad Soenda Kelapa werd later omgedoopt tot Jayakarta. Deze gebieden maakte hij tot het nieuwe sultanaat Banten, een vazalstaat van Demak onder de regering van Hasanudin, zoon van Goenoengjati.
Trenggana verspreidde de Demakese invloed oostwaarts en tijdens zijn regeringsperiode veroverde hij de resten van de laatste Javaanse hindoe-boeddhistische staat, de overblijfselen van het ooit zo machtige Majapahit. Majapahit was al langere tijd in verval. Majapahit kon gemakkelijk worden verslagen omdat het delen van het door Girindrawardhana gestichte rijk al door Kertaboemi en Raze Trowulan waren geannexeerd. 
Majapahits erfstukken werden naar Demak gebracht en aangenomen als koninklijke schatten van de Kraton van Demak. Op Java hebben tronen, kronen en voorwerpen als krissen een grote, vaak magische, betekenis. Demak was in staat om andere grote havens en het binnenland van Oost-Java te islamiseren en te onderwerpen. Hoewel het bewijs beperkt is, is het aannemelijk dat Demak een groot deel van Java veroverde. Tuban, een oude Majapahit-haven volgens Chinese bronnen uit de elfde eeuw werd rond 1527 veroverd.
De veldtochten van Trenggana eindigden toen hij in 1548 in Panarukan op Oost-Java werd gedood.

## De neergang van Demak

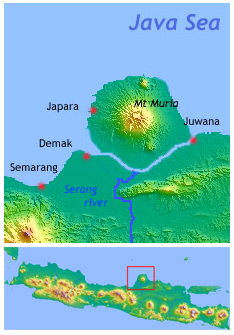
Demak in de tijd dat de vulkaan Muria en Java door water gescheiden waren. De straat van Muria is in de 18e eeuw verzand.

De dood van de sterke vorst Trenggana leidde tot een burgeroorlog van de opvolging tussen jongere broer van de koning, Sekar Seda Lepen, en de zoon van de koning, prins Prawoto; streden om de opvolging. Beiden werden in deze burgeroorlog gedood en Sekars zoon, Arya Penangsang besteeg de troon van Demak.
Arya Penangsang werd al snel geconfronteerd met zware tegenstand van zijn eigen vazallen. De reden was zijn onsympathieke karakter en hij werd al snel onttroond door een coalitie van vazallen onder leiding van Jaka Tingkir, heer van Boyolali, die verwant was aan koning Trenggana. Jaka Tingkir nam de rol als de koning op zich, maar hij verplaatste alle Demakse erfstukken en heilige voorwerpen naar zijn kraton in Pajang. Deze verhuizing betekende het einde van de geschiedenis van Demak. Het koninkrijk werd naar de nieuwe kraton het koninkrijk Pajang genoemd.
Demak werd als havenplaats onbruikbaar door verzanding van de straat van Muria.

## Javaanse legenden rond Demak
De Javanen hechten aan continuïteit van hun vorstengeslachten. Deze verwierven aanzien en legitimiteit door hun vorstelijk bloed en hoge adel. Omdat de geschreven bronnen over de Javaanse vorstenhuizen schaars en onbetrouwbaar zijn is de werkelijke gang van zaken en de afstamming van de prinsen, stammend uit reusachtige gezinnen van polygame heersers met tientallen vrouwen en bijvrouwen, onduidelijk. Er is sprake van adopties, erkenningen van buitenechtelijke of voor-echtelijke kinderen en zelfs van verwisselingen in de wieg. Kinderen van de koninginnen zijn meer in tel dan de kinderen van de andere vrouwen maar een geschreven opvolgingsrecht ontbrak.
In de legende is Raden Patah een zoon van de vorst van Majapahit en een Chinese prinses die voor de geboorte van haar zoon van het hof verbannen werd. Dat er misschien al geen vorsten van Majapahit meer waren ten tijde van de geboorte van Raden Patah wordt in de legende genegeerd.
De legende rond de geboorte van Raden Patah is een teken dat de continuïteit van het koninklijk bloed van de Javaanse vorsten de islamisering wellicht heeft overleefd. In ieder geval werd aan de continuïteit zoveel waarde gehecht dat de legitimatie van de Koning van Demak wordt ontleend aan het eerdere Majapahit.